# Talinum
Talinum es un género de plantas herbáceas suculentas perteneciente a la familia de las talináceas.  Varias especies tienen hojas comestibles y Talinum fruticosum es ampliamente cultivada en las regiones tropicales como alimento y Talinum paniculatum como planta ornamental.

## Descripción
Son hierbas o sufrútices, carnosos, frecuentemente con raíces tuberosas. Hojas alternas o subopuestas, teretes o aplanadas. Inflorescencias en cimas o tirsos terminales, a veces contraídas y racemosas, o flores solitarias en las axilas foliares; sépalos 2; pétalos generalmente 5, ocasionalmente más, caducos; estambres 5–45; ovario súpero, estilos 3, connados en la base. Cápsula dehiscente por 3 válvulas; semillas numerosas, reniformes, la testa lisa, áspera, tuberculada o marcada de costillas concéntricas.

## Taxonomía
El género fue descrito por Michel Adanson y publicado en Familles des Plantes 2: 245, 609. 1763.

## Especies
- Sección Talinum
  - Talinum arnotii Hooker fil.
  - Talinum caffrum (Thunberg) Ecklon & Zeyer
  - Talinum crispatulum Dinter
  - Talinum fruticosum L. Juss
  - Talinum nocturnum Bacigalupo
  - Talinum oblongifolium Peter
  - Talinum paniculatum (Jacquin) Gaertner
  - Talinum polygaloides Gillies ex Arnott
  - Talinum portulacifolium (Forsskal) Ascherson
  - Talinum tenuissimum Dinter
  - Talinum triangulare (Jacquin) Willdenow

- Sección Phemeranthus Raf.
  - Talinum appalachianum W. Wolf
  - Talinum brevicaule S. Watson
  - Talinum brevifolium Torrey
  - Talinum calcaricum S. Ware
  - Talinum calycinum Engelmann
  - Talinum cymbosepalum Rose & Standley
  - Talinum domingense Urban & Ekman
  - Talinum fallax Poelln.
  - Talinum galapagosum (H. St. John) Hershkovitz
  - Talinum gooddingii P. Wilson
  - Talinum humile Greene
  - Talinum lineare Kunth
  - Talinum longipes Wooton & Standley
  - Talinum marginatum Greene
  - Talinum mengesii W. Wolf
  - Talinum mexicanum Hemsley
  - Talinum multiflorum Rose & Standley
  - Talinum napiforme DC.
  - Talinum oligospermum Brandegee
  - Talinum palmeri Rose & Standley
  - Talinum parviflorum Nuttall
  - Talinum parvulum Rose & Standley
  - Talinum pulchellum Wooton & Standley
  - Talinum punae (R.E. Fries) Carolin
  - Talinum rugospermum Holzinger
  - Talinum sediforme Poelln.
  - Talinum spinescens Torrey
  - Talinum teretifolium Pursh
  - Talinum thompsonii N.D. Atwood & S.L. Welsh
  - Talinum validulum Greene
  - Talinum youngae C.H. Müller

## Galería de imágenes

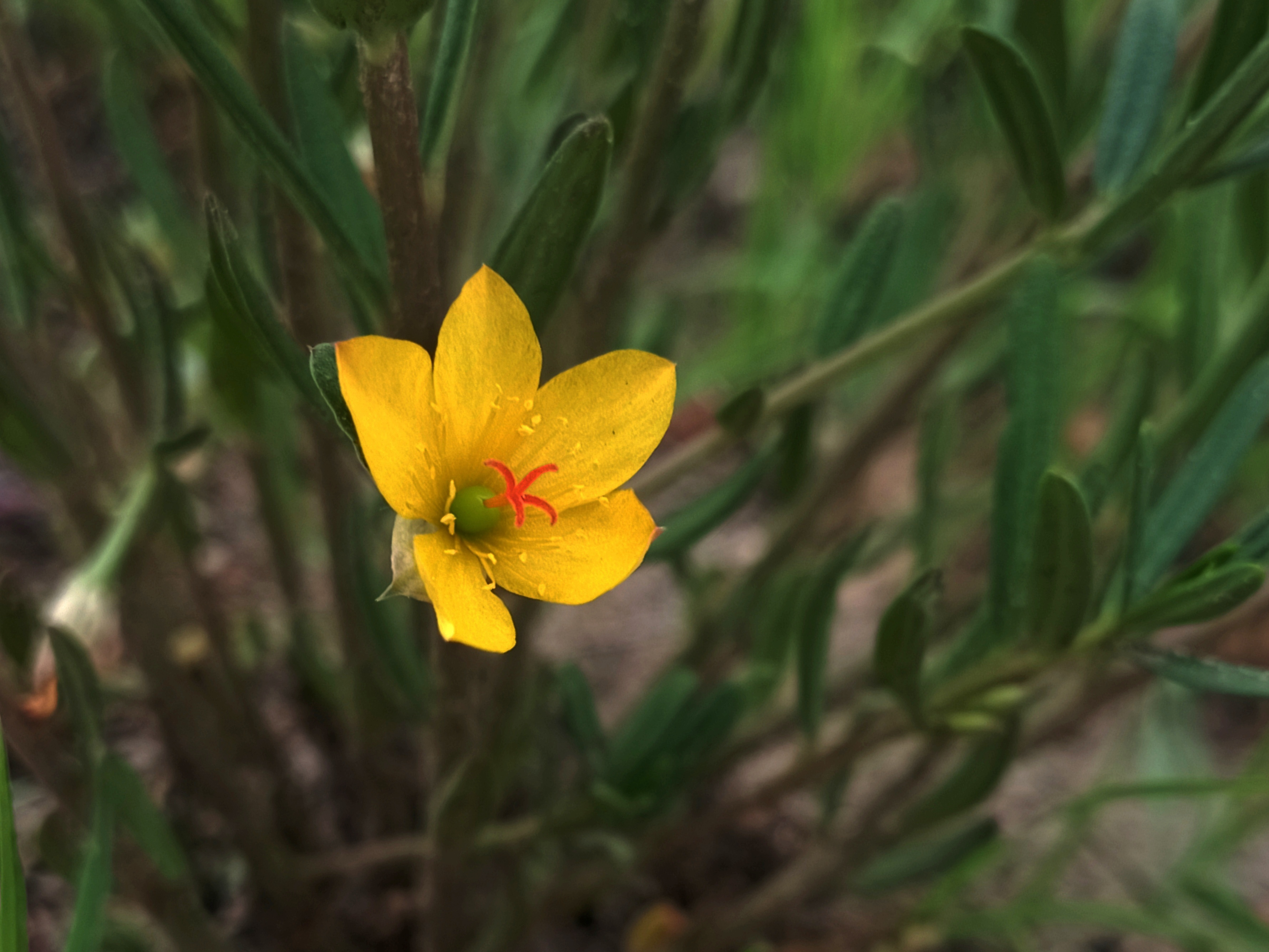
Talinum aurantiacum
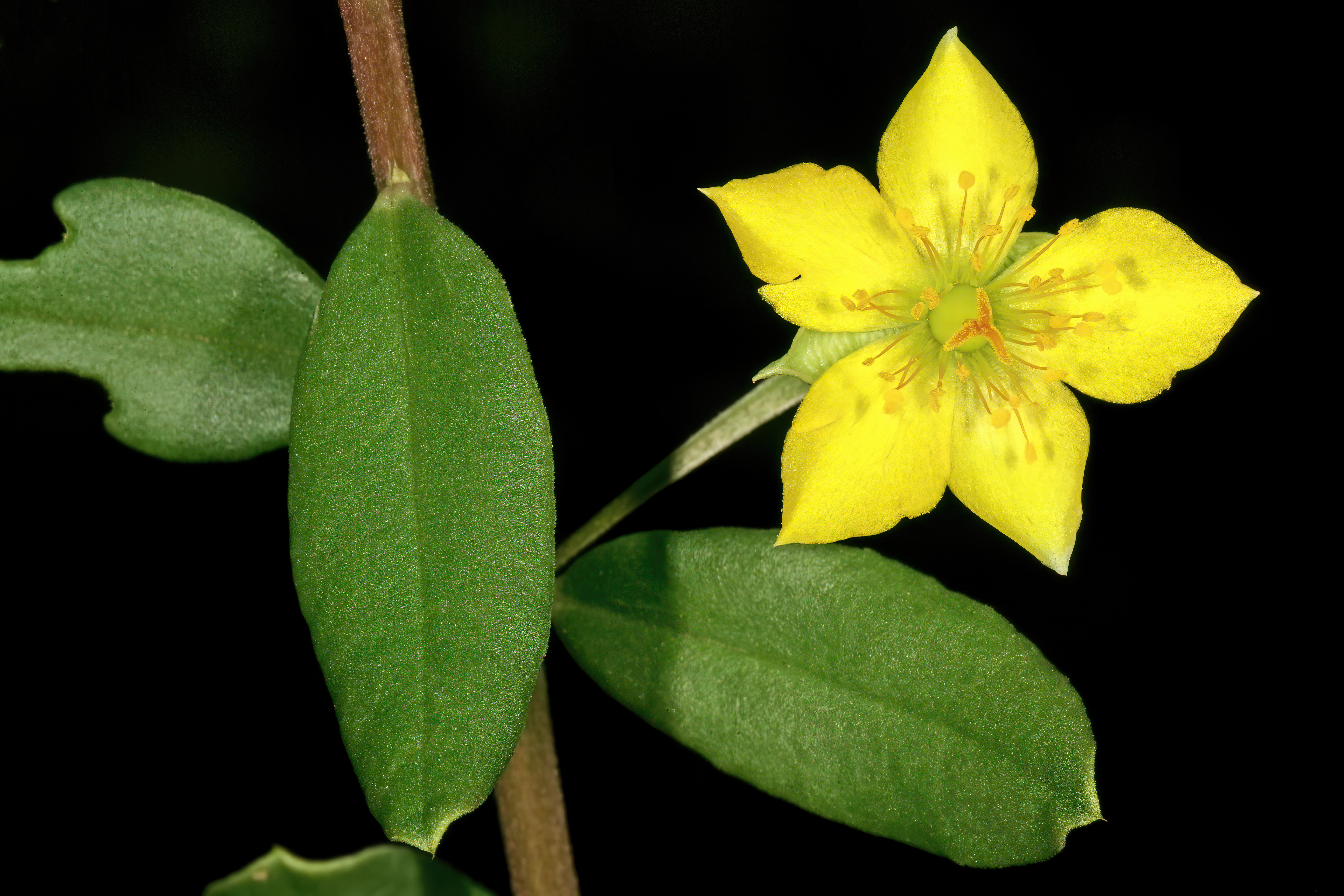
Talinum caffrum
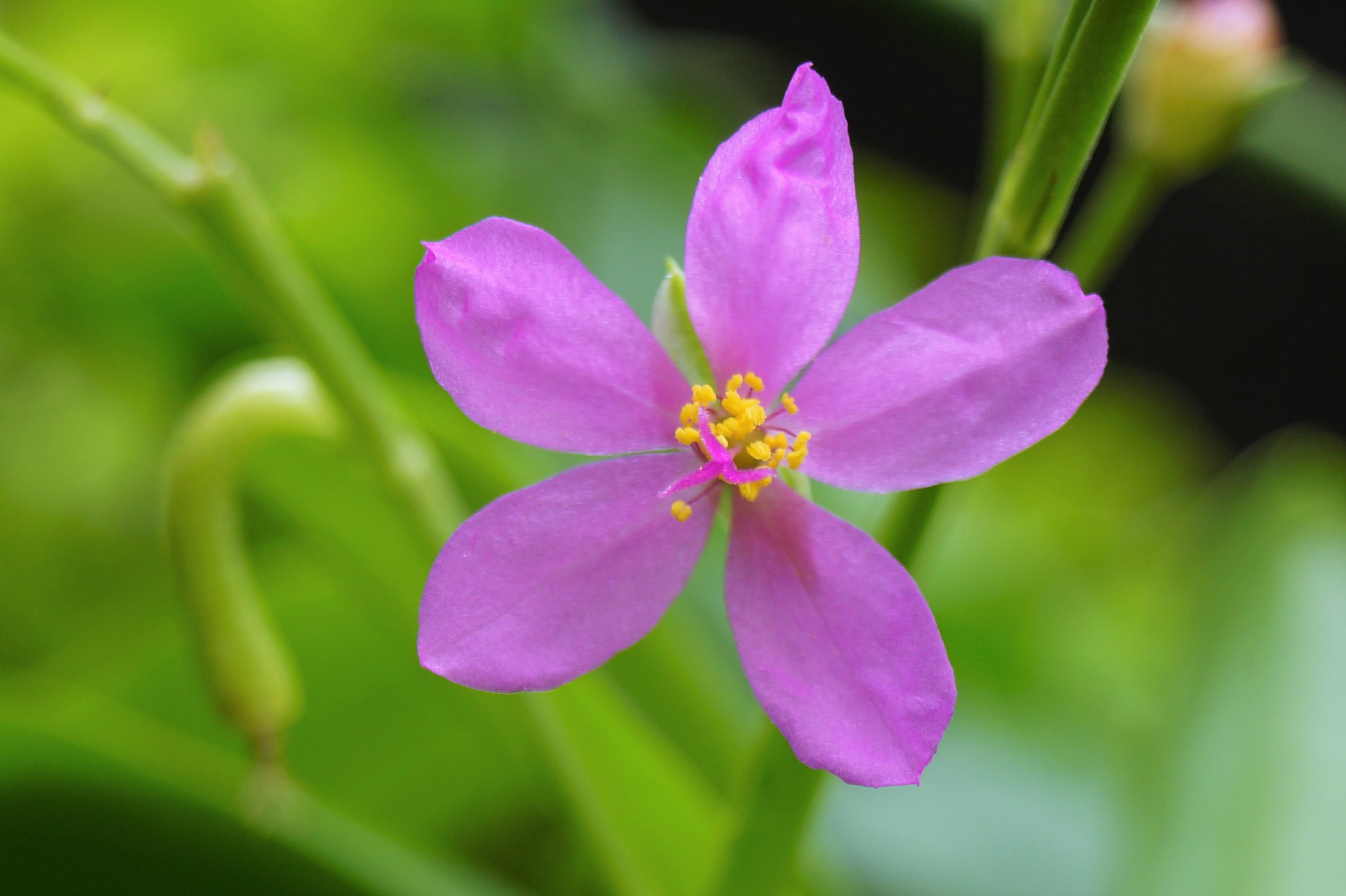
Talinum fruticosum
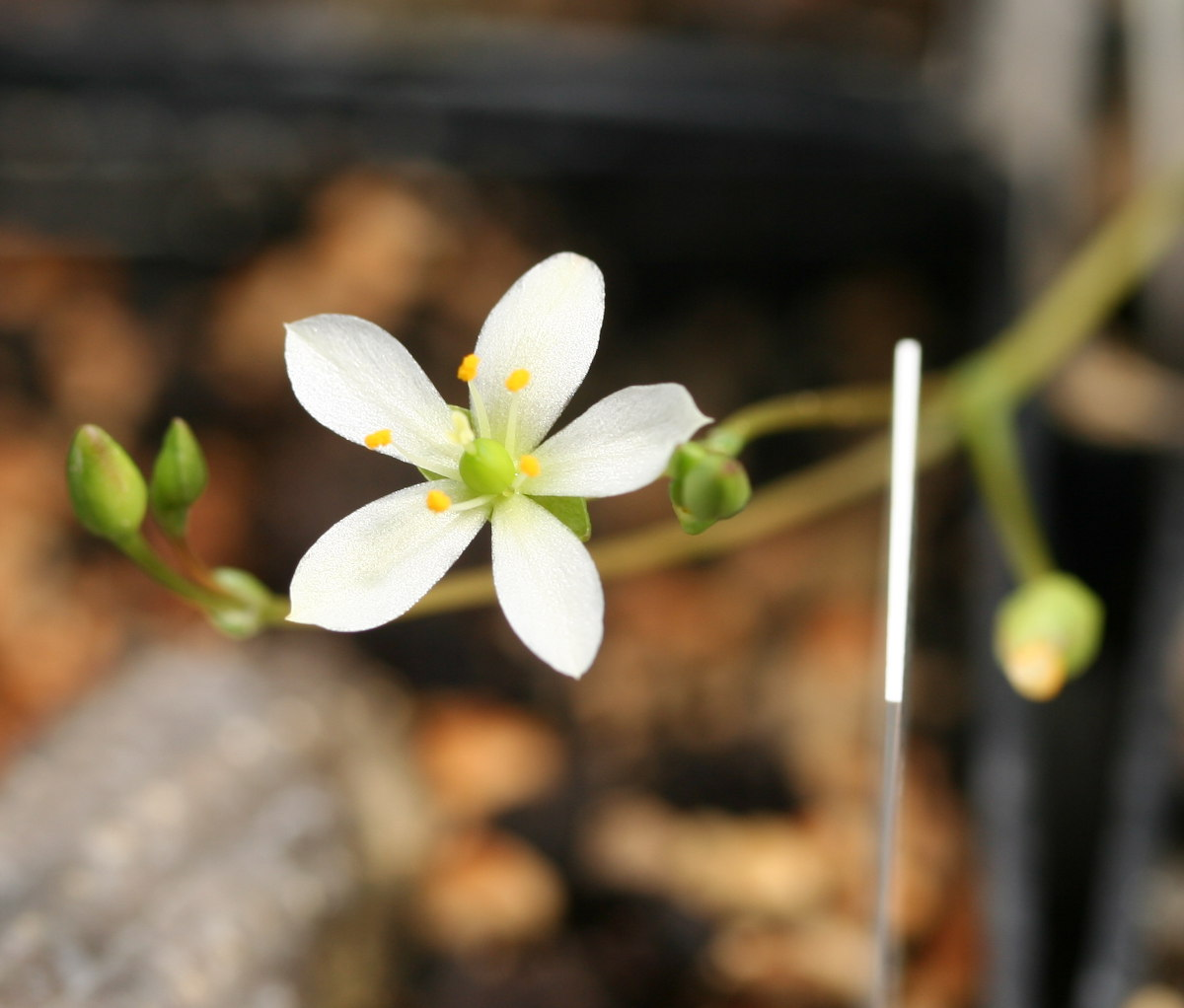
Talinum napiforme
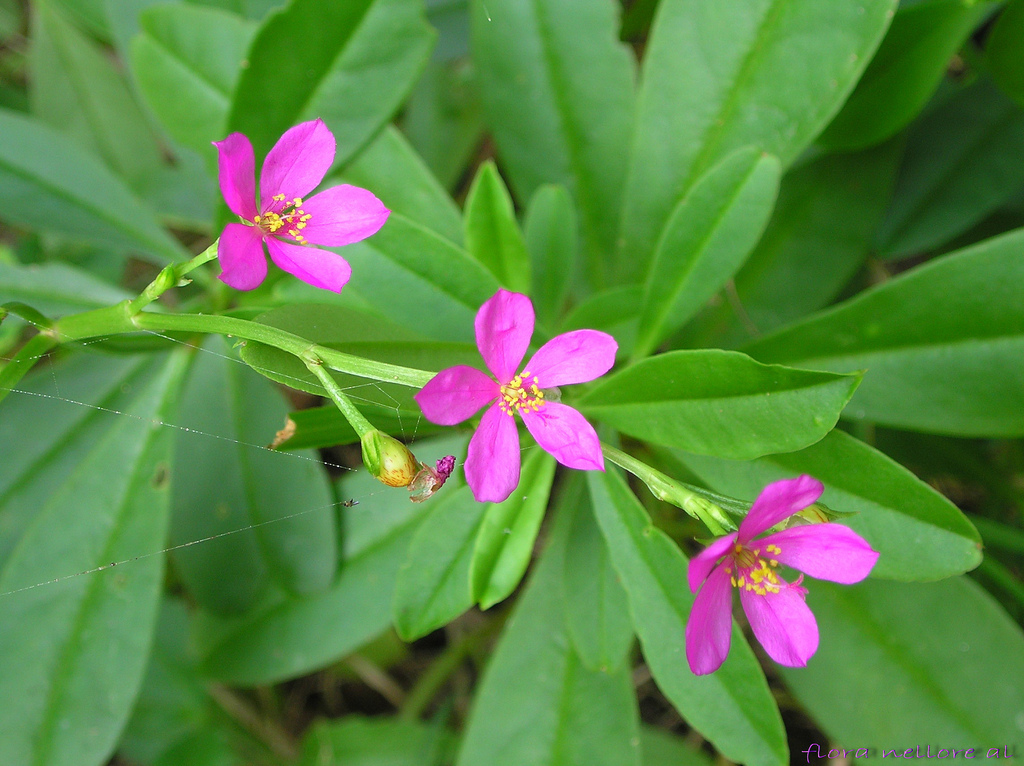
Talinum paniculatum
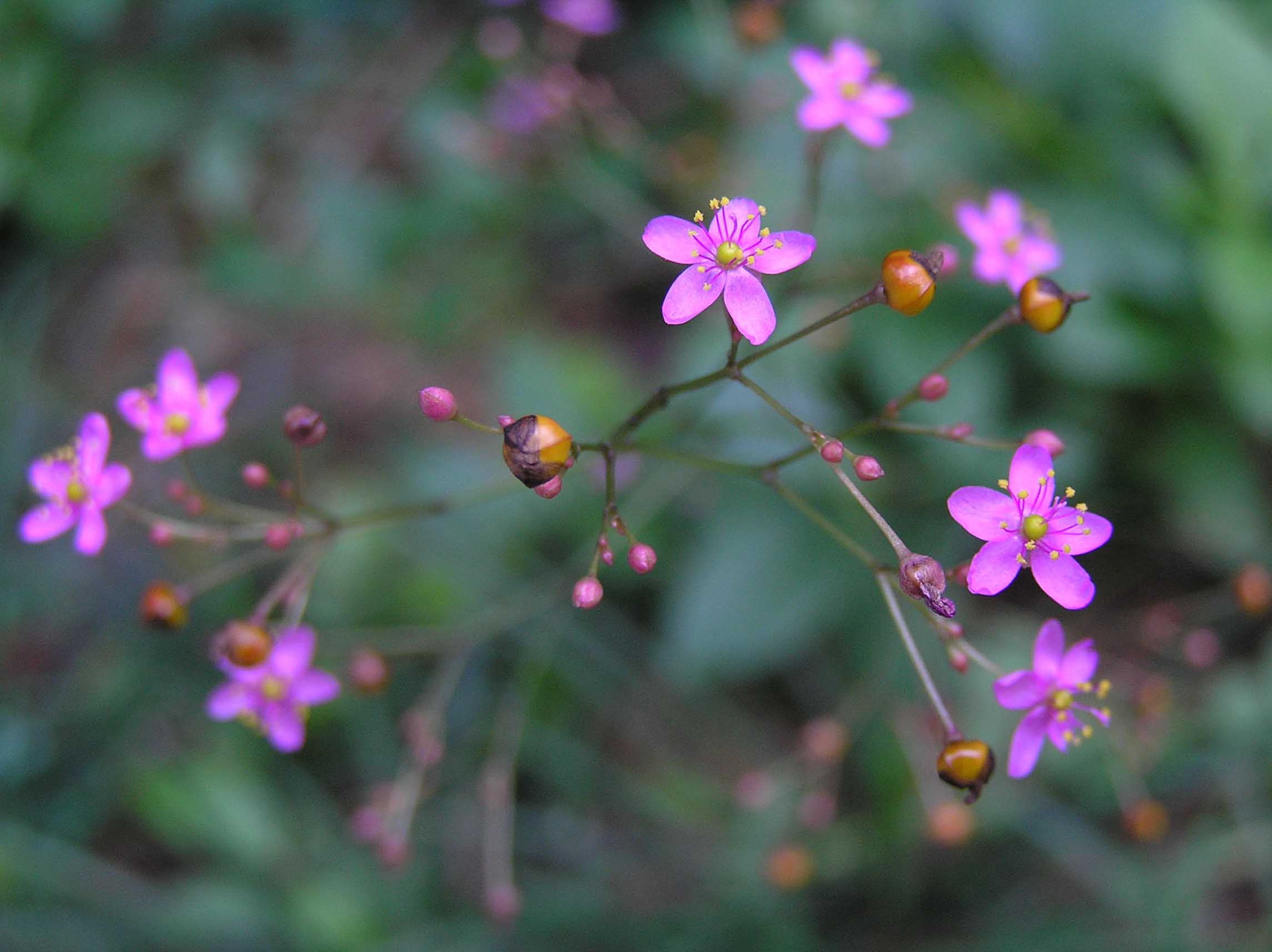
Talinum patens
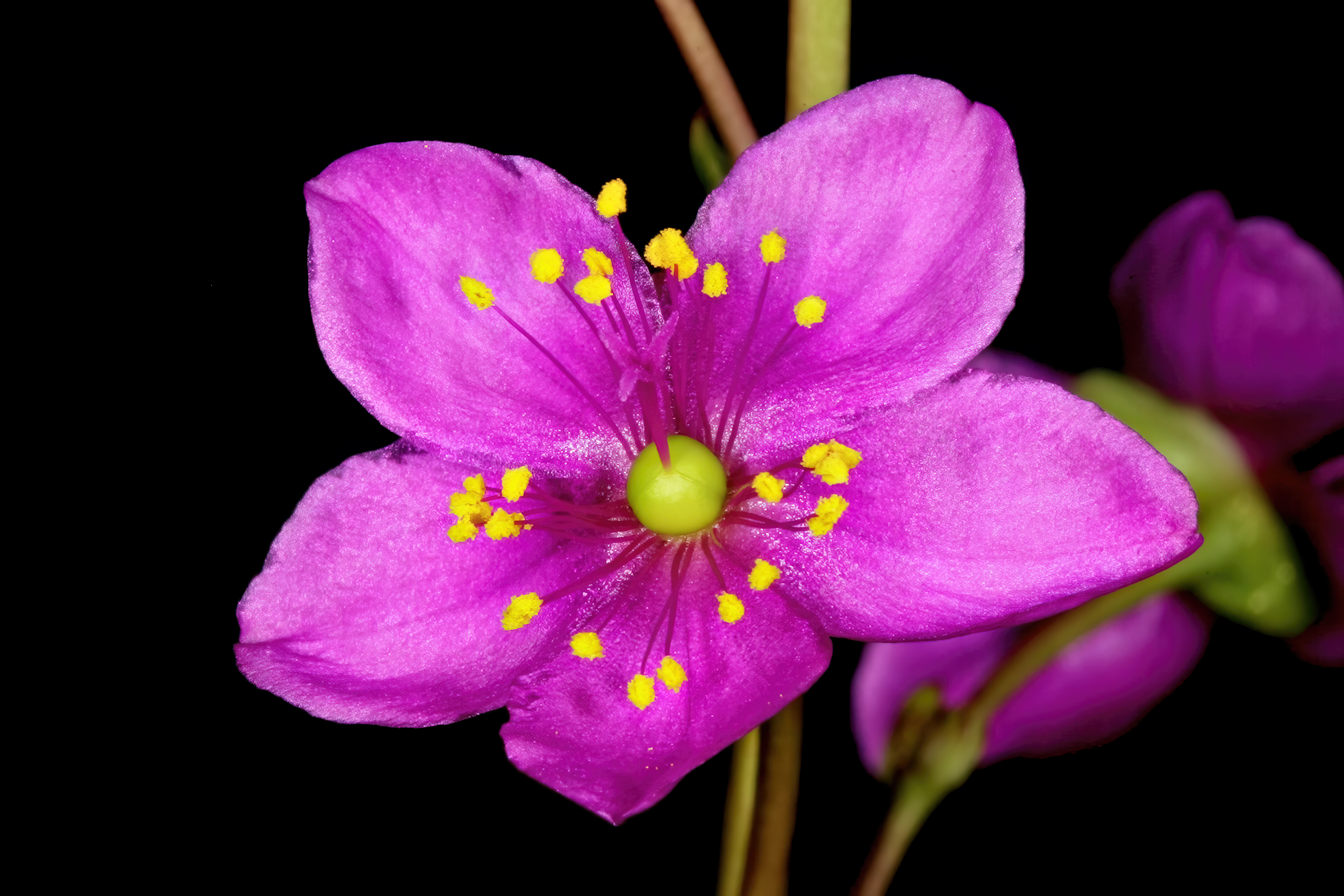
Talinum portulacifolium
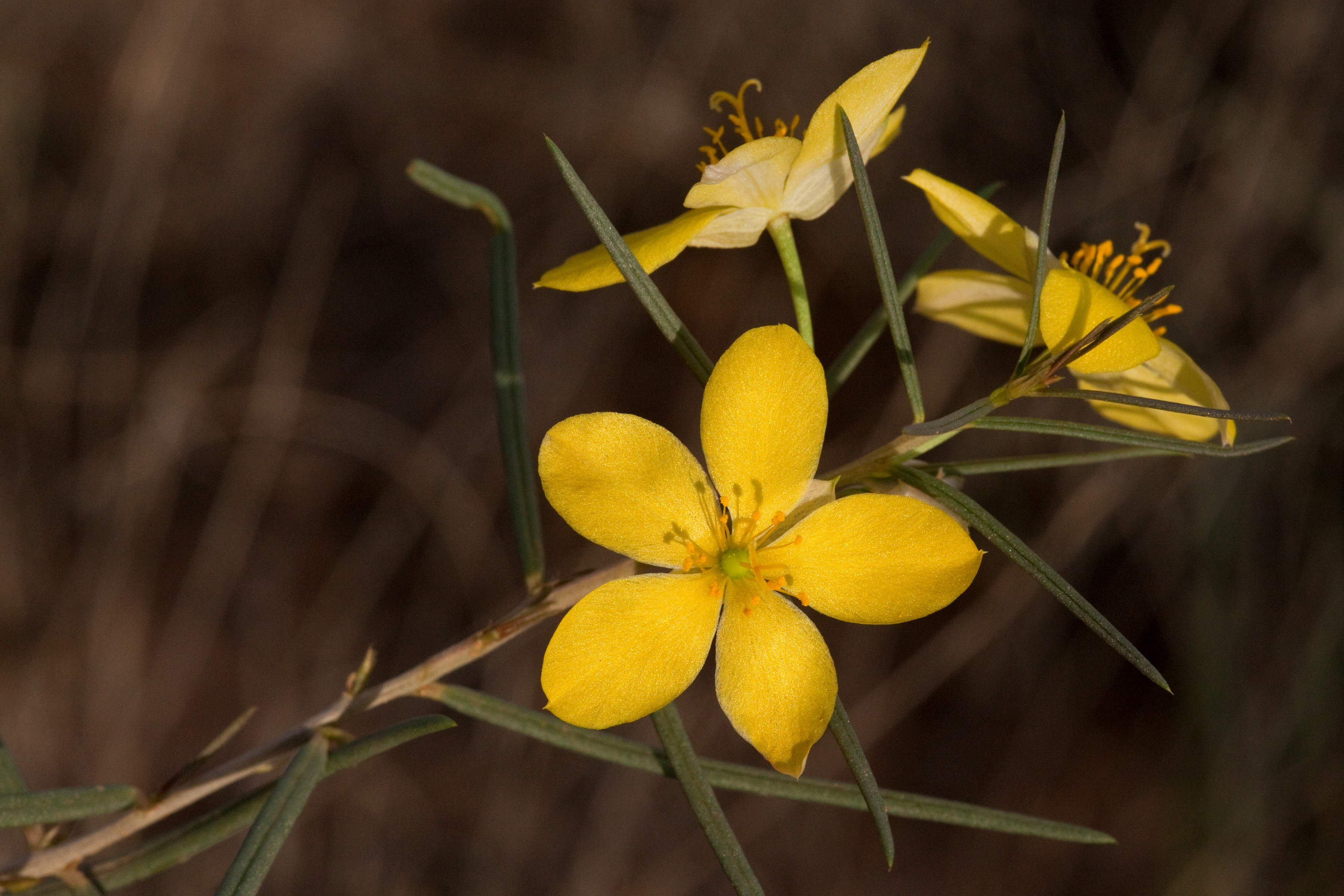
Talinum polygaloides
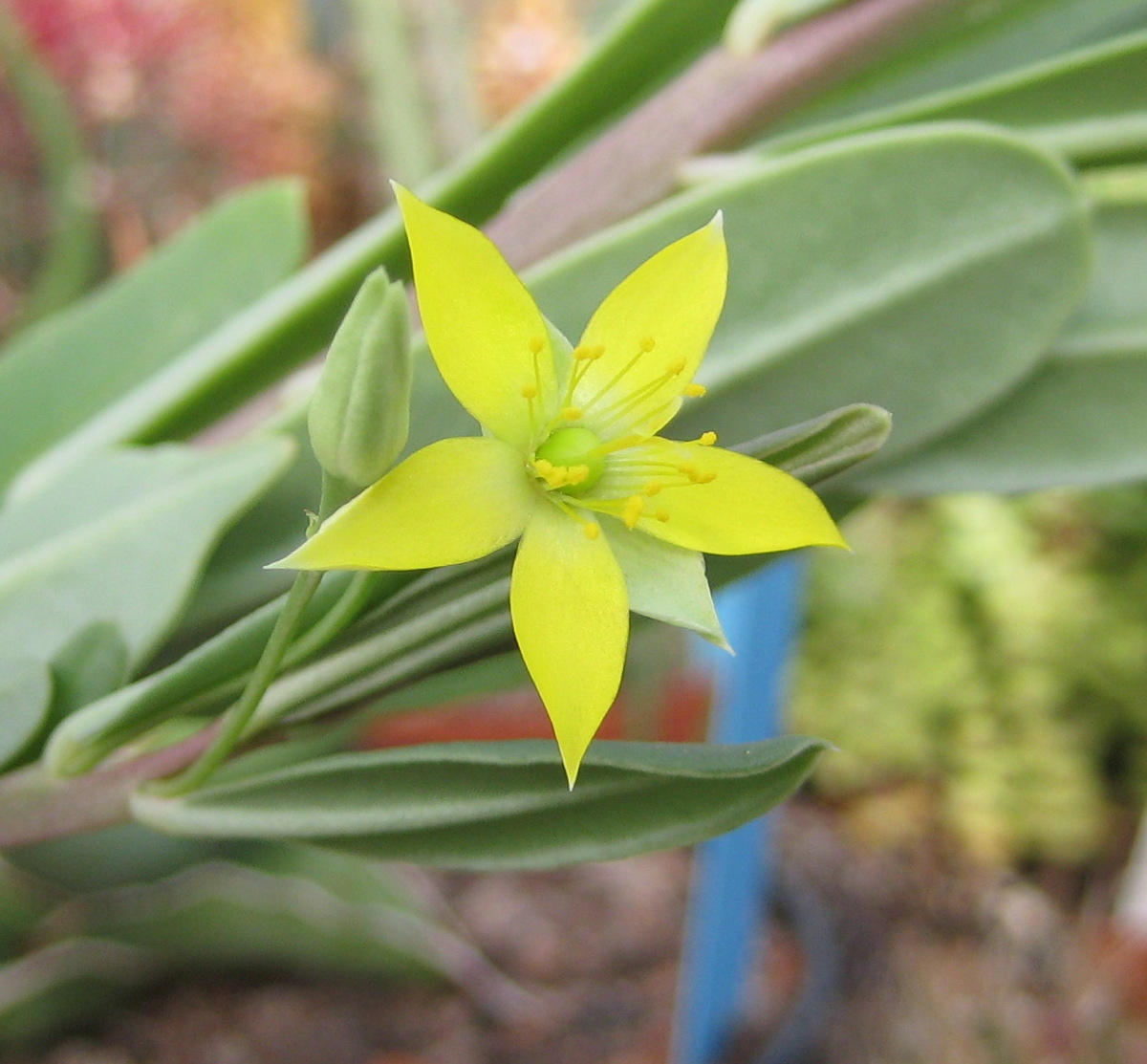
Talinum tenuissimum